# Маркус Тирам
Маркус Лилијан Тирам Улијен (фр. Marcus Lilian Thuram-Ulien, Парма, 6. август 1997) је француски фудбалер који тренутно наступа за Интер из Милана. Игра на позицији нападача.

## Успеси
Генган
- Лига куп Француске: (финале: 2018/19)[4]

 Интер Милано
- Серија А (1) : 2023/24.[5]
- Суперкуп Италије (1) : 2023.[6]

 Француска до 19
- Европско првенство до 19:  2016.[7]

 Француска
- Светско првенство:  2022.[8]

Појединачни
- Гол месеца у Серији А: септембар 2023.[9]